# 田中陽翔
田中 陽翔（たなか はると、2006年6月25日 - ）は、東京都狛江市出身のプロ野球選手（内野手）。右投左打。東京ヤクルトスワローズ所属。
父は千葉ロッテマリーンズと東京ヤクルトスワローズ投手の田中充。

## 経歴

### プロ入り前
小学時は武蔵府中リトルリーグでプレーした。6年時は東京ヤクルトスワローズジュニアでプレーした。中学時は東練馬リトルシニアでプレーし、宮本慎也から指導を受け、中学3年生の時に「3番・遊撃手」としてチームを全国大会準優勝に導いた。高崎健康福祉大学高崎高等学校に進学し、1年春からベンチ入り。3年時の第96回選抜高等学校野球大会では、「2番・遊撃手」で全試合に先発出場し、優勝に貢献。高校通算21本塁打の強打と強肩が高い評価を得た。
2024年、父親の反対を押し切りプロ志望届を提出し、10月21日に開催されたドラフト会議にて、東京ヤクルトスワローズから4位指名を受けた。11月29日、契約金3500万円、年俸550万円で入団に合意した（金額は推定）。背番号は54。担当スカウトは丸山泰嗣。なお、この年のドラフトでは6名の元プロ野球選手の子息が志望届を出したが指名されたのは田中だけだった。余談となるが、陽翔の父・充と担当スカウトの丸山は、共に2002年に千葉ロッテマリーンズに入団したドラフト同期で、2004年5月27日にマリーンズとスワローズの間で行われた前田浩継との2対1の交換トレードにて、共にヤクルトスワローズ（当時）へ移籍した間柄である。

### ヤクルト時代
2025年は、キャンプから二軍スタートとなり、しっかりと体力強化に励むと、イースタン・リーグ公式戦で3月22日の対読売ジャイアンツ2回戦に「9番・遊撃手」として公式戦初出場・初先発するなど、7月7日時点で45試合出場、打率.268（138打数37安打）、1本塁打、14打点を記録し、7月8日に左膝半月板損傷の茂木栄五郎に代わり、同年の高卒新人選手で12球団第1号となる一軍昇格が告示され。同日、対横浜DeNAベイスターズ11回戦にて8回一死から代打でプロ初出場を果たすも、見逃し三振、翌9日の同12回戦も延長10回一死から代打で出場するも見逃し三振し、2打席連続見逃し三振という結果に終わった。また、2試合とも守備に就くことはなく、以降出場機会の無いまま7月14日に一軍登録を抹消された。

## 人物
父は千葉ロッテマリーンズ、東京ヤクルトスワローズで投手として在籍した田中充である。
東京ヤクルトスワローズOBで元ヘッドコーチの宮本慎也とは東練馬リトルシニア時代の選手とコーチの間柄であり、自身がスワローズからドラフト指名された際には、宮本から「球道即人道」との文字が刺繍されたグローブが贈られた。

## 詳細情報

### 記録

#### 初記録
- 初出場・初打席：2025年7月8日、対横浜DeNAベイスターズ11回戦（明治神宮野球場）、8回裏に松本健吾の代打で登場、ローワン・ウィックから見逃し三振[14]

### 背番号
- 54（2025年[1] - ）